# Polder Daxlander Au

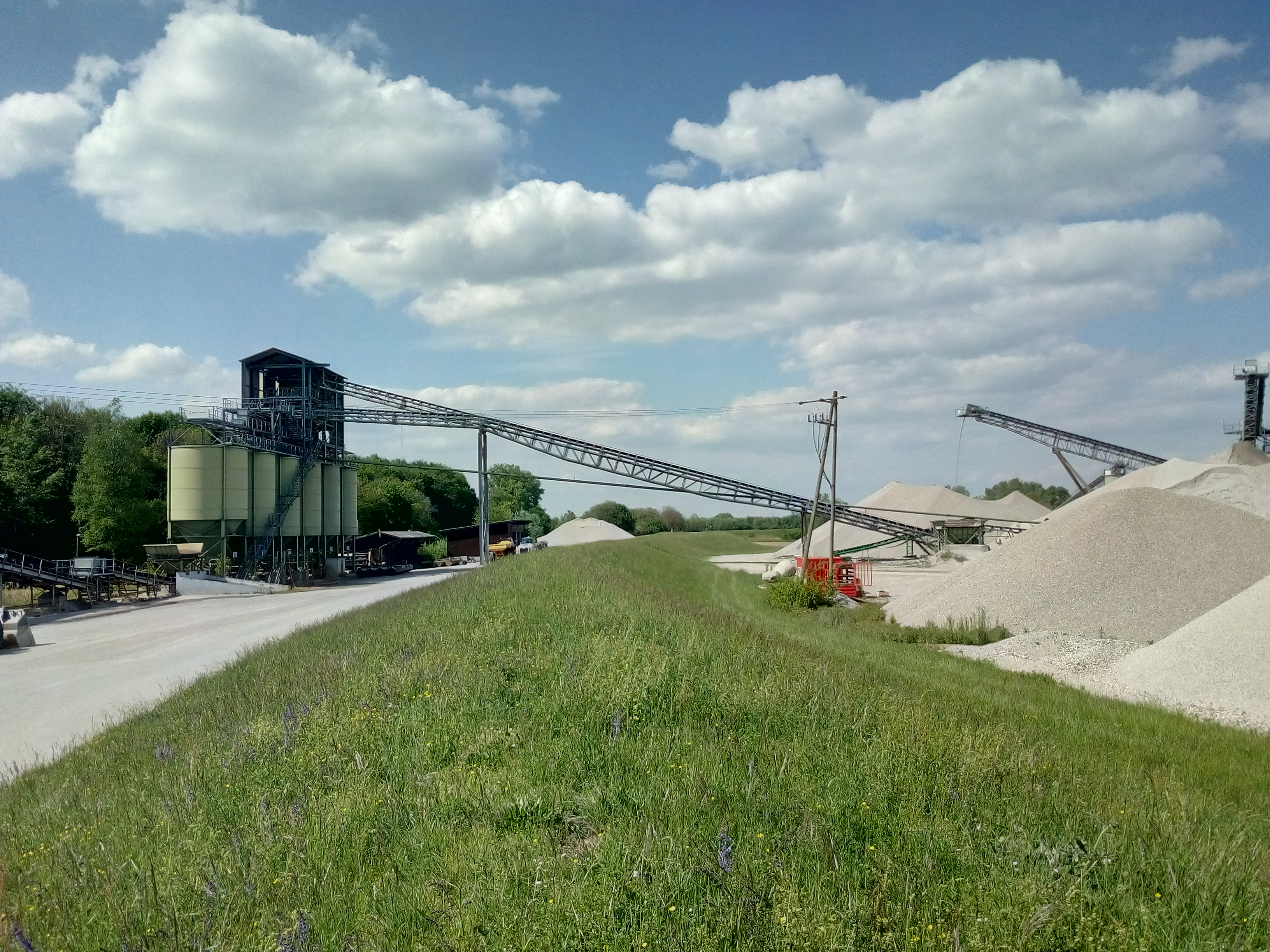
Kieswerk beidseits des Rheinhauptdeichs, rechts die Daxlander Au

Der Polder Daxlander Au (im 19. Jahrhundert auch Daxlander Wiesen) ist ein Rückhalteraum zum Schutz vor Hochwasser am Oberrhein. Der Polder liegt auf dem Gebiet der Stadt Hagenbach und der Gemeinde Neuburg am Rhein im rheinland-pfälzischen Landkreis Germersheim.

## Geschichte
Der Name Daxlander Au verweist auf das auf der anderen Rheinseite gelegene und heute zu Karlsruhe gehörende Daxlanden, in dessen Besitz das Gebiet seit mindestens 1407 stand. In diesem Jahr entschied der Erzbischof von Köln einen Streit zwischen dem Kurfürsten der Pfalz und dem Markgrafen von Baden über Jagdrechte in der Daxlander Au zugunsten Badens. Ungeachtet der Entscheidung blieben die Nutzungsrechte in der Daxlander Au bis Anfang des 19. Jahrhunderts strittig.
Wie Daxlanden in den Besitz des Gebietes kam, ist nicht bekannt; möglicherweise lag das Gebiet im 12. Jahrhundert rechts des Rheins. Gesichert ist, dass 1146 ein schiffbarer Rheinarm, der heutige Hagenbacher Altrhein, direkt an Hagenbach vorbeiführte. 1595 wurde dieser Rheinlauf zugedeicht; spätestens ab diesem Zeitpunkt lag die Daxlander Au links des Rheins. 1772 wird die Daxlander Au als ein mit Wald und Wiesen bestandenes Gebiet beschrieben, in dem sich mehrere Schluten und Vertiefungen befanden, die sich bei Hochwasser des Rheins mit Fischen füllten.
Im Süden des Polders liegt die Frohnau (auch Fronau), 1440 erstmals erwähnt und ebenfalls zu Daxlanden gehörend. Der Name wird auf das althochdeutsche frôno, „dem Herrn gehörig“, zurückgeführt und verweist auf ein herrschaftliches oder gegen bestimmte Dienstleistungen und Abgaben verliehenes Gebiet. 1652 wurde Teile der Frohnau an Neuburg am Rhein abgetreten; andere Teile der Frohnau gingen unter, als um diese Zeit ein Durchschnitt zum Schutz der Ortschaft Daxlanden angelegt wurde.
Bei der Rheinkorrektion nach Plänen von Johann Gottfried Tulla wurde in den 1820er Jahren der Neuburger und der Daxlander Durchschnitt angelegt, wodurch der Flusslauf weitgehend begradigt wurde. Der Mäander um das östlich der Daxlander Au gelegene Rappenwörth und der Flusslauf durch den Goldgrund im Norden wurden zu Altrheinen. Um 1818 war ein Deich vorhanden, der in seiner Lage in etwa dem heutigen Rheinhauptdeich entspricht. 1882 errichteten die Gemeinden Hagenbach und Neuburg einen Sommerdeich, der die vor dem Rheinhauptdeich gelegenen Äcker vor den jährlichen Sommerhochwassern schützen sollte.

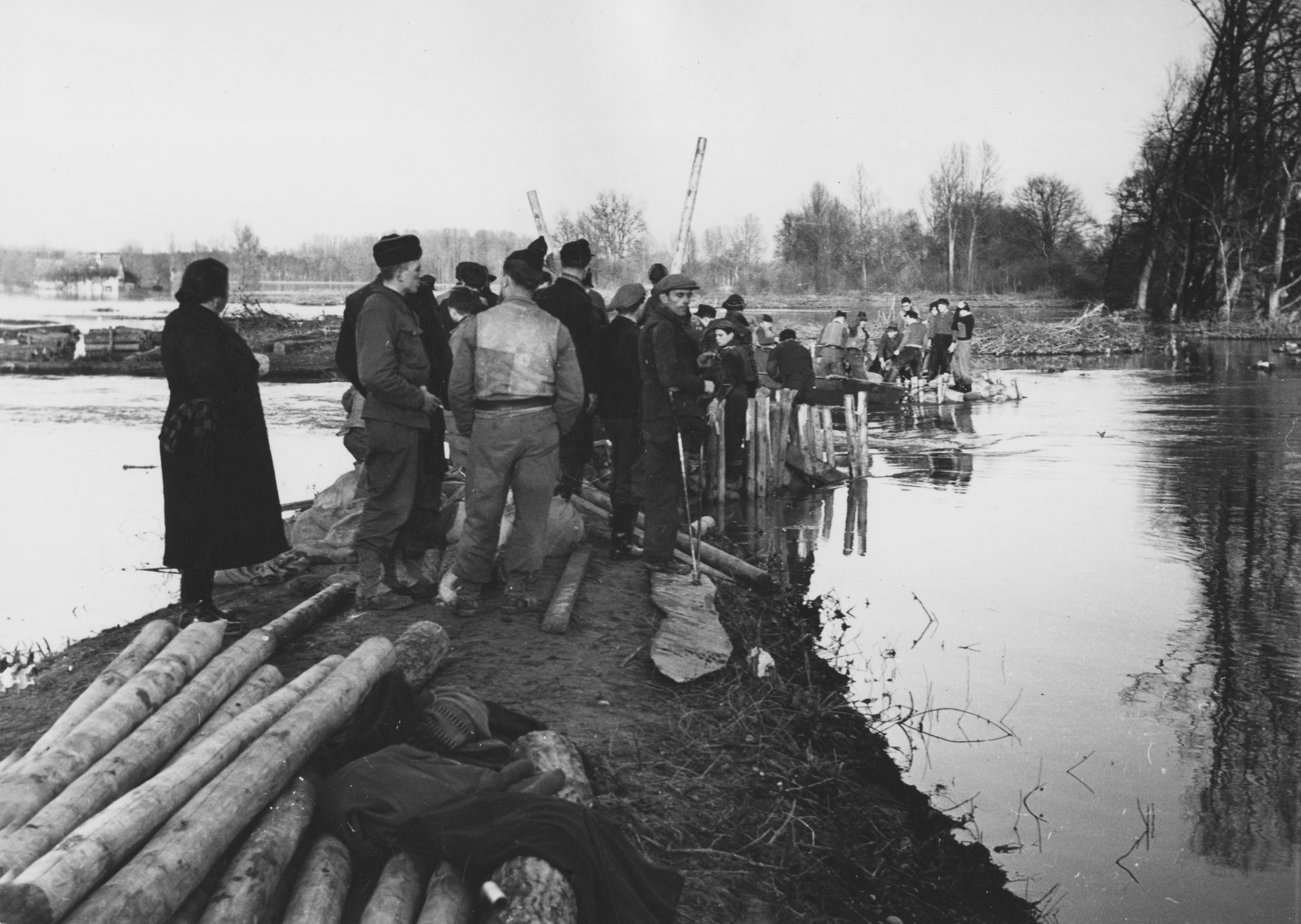
Bruch des Sommerdeichs beim Rheinhochwasser im Januar 1955 (Historisches Bildarchiv der Bundeswasserstraßen)

Bei einem Hochwasser im Januar 1955 brach der Sommerdeich an drei Stellen. Versuche, die Bruchstelle durch eingeschlagene Holzstangen zu sichern, scheiterten. 1956 wurden Sommerdeich und Rheinhauptdeich aufwändig saniert.

## Polder

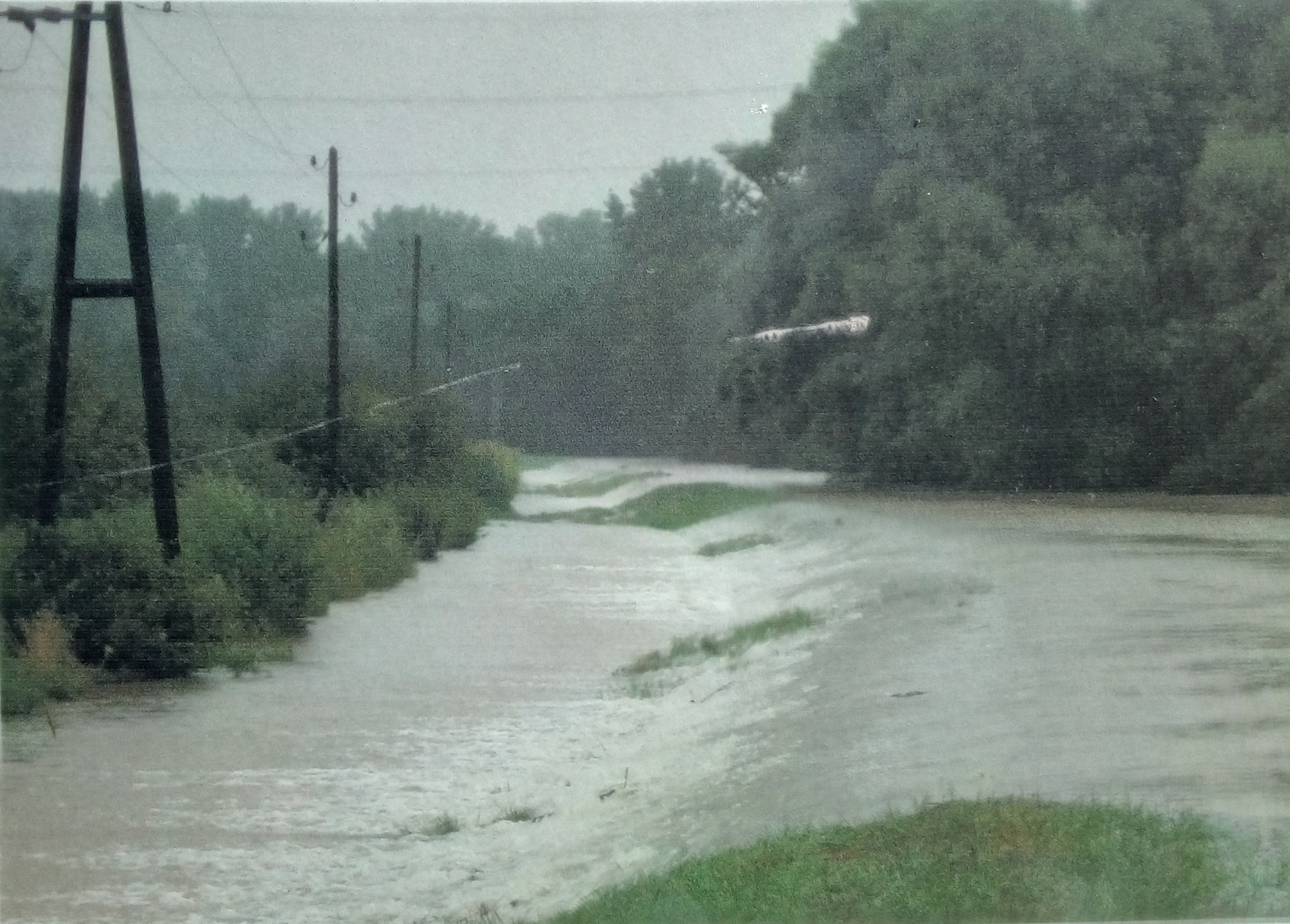
Der Sommerdeich wird bei einem Hochwasser im August 2007 überströmt.

Seit 1997 ist die Daxlander Au einer der Polder des Integrierten Rheinprogramms (IRP), mit dem am Oberrhein der Schutz vor einem 200-jährlichen Hochwasser wiederhergestellt werden soll. Dieser Schutz war im Zuge des Baus von Staustufen an der deutsch-französischen Grenze und der Eindeichung von Flussauen verlorengegangen. In der Daxlander Au wurden 1,46 Millionen Euro investiert. Dabei wurde der Rheinhauptdeich um 60 Zentimeter erhöht und binnenseitig verbreitert. Bei Berechnungen zur Überprüfung der Wirksamkeit von IRP-Maßnahmen wird die Daxlander Au als  neues Rückhaltevolumen berücksichtigt. Dabei wird argumentiert, dass dieser Polder in seiner Funktion als bestehendes Überflutungsgebiet gesichert worden sei.
Der Polder liegt zwischen den Rheinkilometern 356,5 und 359,5 und umfasst eine Fläche von 166 Hektar, auf der bis zu 5,1 Millionen Kubikmeter Wasser zurückgehalten werden können. Der südliche Teil des Polders liegt direkt am Rhein; im Norden grenzt die Daxlander Aue an das nicht eingedeichte Gebiet des Naturschutzgebiets Goldgrund. Der größte Teil der Polderfläche wird landwirtschaftlich genutzt.  Eine überwiegend mit Wald bestandene Fläche im Süden des Polders gehört zum Naturschutzgebiet Stixwörth. Gut ein Viertel der Polderfläche wird von einem Baggersee eingenommen, in dem weiterhin Kies gefördert wird. Das Gebiet um eine ehemalige Ziegelei in der Frohnau gehört zur Gemeinde Neuburg am Rhein, alle anderen Flächen sind Teil der Gemarkung der Stadt Hagenbach.
Der auch als Vordeich bezeichnete Sommerdeich wird überströmt, wenn der Abfluss am Pegel Maxau bei rund 4000 Kubikmeter je Sekunde liegt, was ungefähr einem zehnjährlichen Hochwasser entspricht. Wenn dieser Abfluss überschritten wird, strömt Wasser über den Sommerdeich in den Polder. Bei sinkenden Wasserständen wird der Sommerdeich im Nordosten des Polders geöffnet, so dass das Wasser über den Goldgrund abfließen kann.
Die Deutsche Vereinigung für Wasserwirtschaft, Abwasser und Abfall klassifiziert den Polder Daxlander Aue als Sommerpolder, der eine „Zwitterstellung“ zwischen einem ungesteuerten und gesteuerten Polder einnehme. Weitere Sommerpolder mit einem Gesamtvolumen von 70 Millionen Kubikmeter gibt es am Oberrhein im Hessischen Ried unterhalb von Worms.